# Тамим ибн Хамад Аль Тани
Тами́м ибн Хама́д ибн Хали́фа А́ль Тани́ (араб. تميم بن حمد بن خليفة آل ثاني‎; род. 3 июня 1980, Доха, Катар) — эмир Катара и верховный главнокомандующий вооружёнными силами Катара с 25 июня 2013 года. Стал эмиром после того, как его отец Хамад ибн Халифа Аль Тани отрёкся от престола.
Является самым молодым правителем в государствах Совета сотрудничества арабских государств Персидского залива. Ранее занимал несколько правительственных должностей в Катаре и был в авангарде усилий по продвижению спорта и здорового образа жизни в стране.

## Биография
Родился 3 июня 1980 года в Дохе (Катар), где он получил начальное и среднее образование. Затем учился в школе Шерборн в Дорсете в Великобритании (копию которой он впоследствии воспроизвёл в Дохе). Там же он закончил и высшую школу, Королевскую военную академию в Сандхёрсте, служил в армии Катара.
По возвращении на родину стал оказывать помощь своему отцу в управлении государством. В 2003 году был назначен наследником престола, после отречения старшего брата Джасима. Большое внимание он уделял спорту. Он возглавляет Олимпийский комитет Катара, входит от Катара в Международный олимпийский комитет. Возглавлял оргкомитет по проведению в Дохе Летних Олимпийских игр 2020. Этот замысел не получил продолжения, потому что МОК не допустил столицу Катара к финалу.
Тамим много уделяет пропаганде спорта в стране. Катар борется за право проведения не только Олимпийских игр, но и многих чемпионатов мира по разным видам спорта. Столица страны Доха приняла чемпионат мира по боксу 2015, а в 2022 году в стране прошёл чемпионат мира по футболу 2022. Ранее в 2010 году в Дохе прошёл чемпионат мира по лёгкой атлетике в помещении.

## Должность

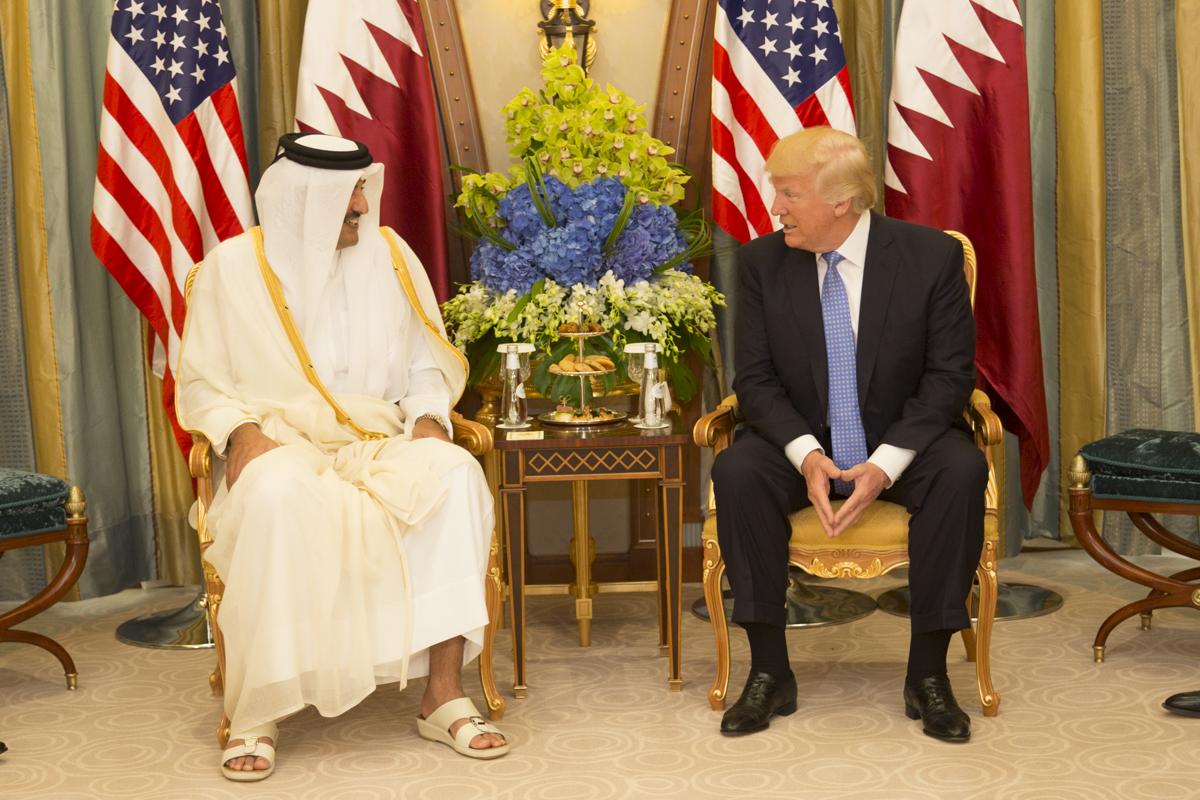
Президент США Дональд Трамп и эмир Катара Тамим ибн Хамад Аль Тани, 21 мая 2017 года

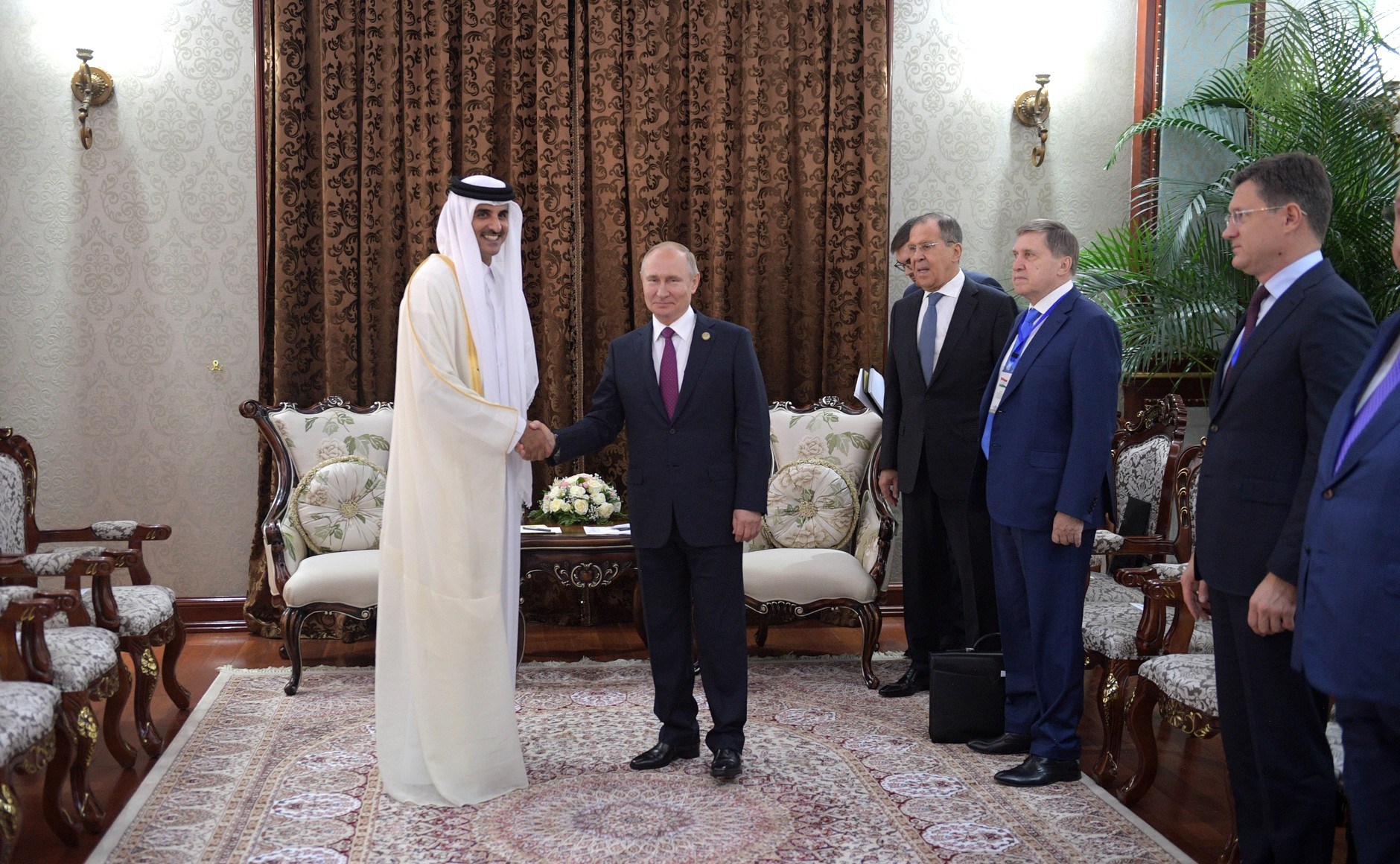
Президент России Владимир Путин и эмир Катара Тамим ибн Хамад Аль Тани, 15 июня 2019 года

Летом 2013 года его отец Хамад ибн Халифа Аль Тани решил отказаться от власти в пользу своего сына. 25 июня Тамим ибн Хамад Аль Тани стал новым эмиром Катара. В 2014 году при нём произошел конфликт с Саудовской Аравией, которую поддержали Бахрейн и ОАЭ. В марте 2014 года Саудовская Аравия отозвала из Дохи своего посла, её примеру последовали Бахрейн и ОАЭ. Было опубликовано совместное заявление трёх стран, в котором Катар обвинялся в том, что он в нарушение Соглашения о взаимодействии в сфере безопасности (подписано в декабре 2013 года в Эр-Рияде) взаимодействует с «организациями, представляющими угрозу безопасности и стабильности государств-членов Совета». Конфликт был разрешён только в ноябре того же года, когда пять стран Совета (Саудовская Аравия, Катар, ОАЭ, Бахрейн и Кувейт) в Эр-Рияде заключили соглашение. Также при нём страна продолжила активную внешнюю политику — уже 23 сентября 2014 года авиация Катара, Саудовской Аравии, Бахрейна, ОАЭ и Иордании нанесла удар по позициям ИГ в Сирии.
5 июня 2017 года Саудовская Аравия, Египет, Бахрейн и Объединённые Арабские Эмираты объявили о разрыве дипломатических отношений, а также сухопутного, морского и воздушного сообщения с Катаром, обвинив его в поддержке террористических группировок. Кроме того, контингент катарских войск подлежит выводу из Йемена, где участвует в составе арабской коалиции в боевых действиях против хуситов. Причиной конфликта пресса называет в первую очередь предполагаемые связи Катара с организацией Братья-мусульмане и палестинским движением ХАМАС.
20 ноября 2022 года прочитал речь на церемонии открытия ЧМ-2022, которая прошла в Эль-Хауре на стадионе «Эль-Байт», объявив чемпионат мира открытым. Чемпионат мира стал первым в истории, который прошёл в странах Персидского залива и арабского мира в целом. Во время церемонии награждения победителей ЧМ-2022 Тамим ибн Хамад Аль Тани поздравил капитана сборной Аргентины Лионеля Месси с победой и возложил на плечи футболиста бишт — национальную накидку из темной ткани для ношения в холодное время года.
Его хобби включают теннис, соколиную охоту и спорт, связанный с катарским и арабским наследием.
Помимо арабского языка, свободно владеет английским и французским языками.
Женат на трёх женщинах и имеет тринадцать детей.

## Награды
Награды Катара
| Страна | Дата вручения               | Награда      | Награда              | Литеры |
| ------ | --------------------------- | ------------ | -------------------- | ------ |
| Катар  | 25 июня 2013—               | Суверен      | ордена Независимости |        |
| Катар  | 2003—25 июня 2013           | Кавалер цепи | ордена Независимости |        |
| Катар  | 25 июня 2013—               | Суверен      | ордена Заслуг        |        |
| Катар  | 5 августа 2005—25 июня 2013 | Кавалер цепи | ордена Заслуг        |        |

Награды иностранных государств
| Страна    | Дата вручения    | Награда                                                                           | Награда                                                                           | Литеры |
| --------- | ---------------- | --------------------------------------------------------------------------------- | --------------------------------------------------------------------------------- | ------ |
| Казахстан | 10 декабря 2001— | Кавалер ордена Достык 1 степени                                                   | Кавалер ордена Достык 1 степени                                                   |        |
| Бахрейн   | 23 февраля 2004— | Кавалер 1 класса ордена аль-Халифа                                                | Кавалер 1 класса ордена аль-Халифа                                                |        |
| ОАЭ       | 6 января 2005—   | Кавалер ордена Заида                                                              | Кавалер ордена Заида                                                              |        |
| Италия    | 16 ноября 2007—  | Кавалер Большого креста ордена «За заслуги перед Итальянской Республикой»         | Кавалер Большого креста ордена «За заслуги перед Итальянской Республикой»         |        |
| Сингапур  | 16 марта 2009—   | Кавалер 1 класса ордена Нила Утама                                                | Кавалер 1 класса ордена Нила Утама                                                |        |
| Франция   | 4 февраля 2010—  | Гранд-офицер ордена Почётного легиона                                             | Гранд-офицер ордена Почётного легиона                                             |        |
| Кувейт    | 28 октября 2013— | Кавалер Большой ленты ордена Мубарака Великого                                    | Кавалер Большой ленты ордена Мубарака Великого                                    |        |
| Перу      | 2014—            | кавалер Большого креста ордена Солнца Перу                                        | кавалер Большого креста ордена Солнца Перу                                        |        |
| Тунис     | 3 апреля 2014—   | Кавалер Большой ленты ордена Республики                                           | Кавалер Большой ленты ордена Республики                                           |        |
| Эквадор   | 3 октября 2018—  | Кавалер цепи Национального ордена Заслуг                                          | Кавалер цепи Национального ордена Заслуг                                          |        |
| Судан     | 22 декабря 2018— | Кавалер Цепи Почёта                                                               | Кавалер Цепи Почёта                                                               |        |
| Пакистан  | 23 июня 2019—    | Кавалер ордена Пакистана 1 класса                                                 | Кавалер ордена Пакистана 1 класса                                                 | NPk    |
| Бразилия  | 2021 —           | Кавалер цепи ордена Южного Креста                                                 | Кавалер цепи ордена Южного Креста                                                 |        |
| Оман      | 22 ноября 2021 — | Кавалер ордена Омана 1 класса гражданского дивизиона                              | Кавалер ордена Омана 1 класса гражданского дивизиона                              |        |
| Испания   | 10 мая 2022 —    | Кавалер цепи ордена Изабеллы Католической                                         | Кавалер цепи ордена Изабеллы Католической                                         |        |
| Чад       | 2022 —           | Кавалер Большого креста Национального ордена                                      | Кавалер Большого креста Национального ордена                                      |        |
| Казахстан | 11 октября 2022— | Кавалер ордена Золотого орла                                                      | Кавалер ордена Золотого орла                                                      |        |
| Польша    | 2024—            | Кавалер ордена Белого орла                                                        | Кавалер ордена Белого орла                                                        |        |
| Италия    | 2024—            | Кавалер Большого креста на цепи ордена «За заслуги перед Итальянской Республикой» | Кавалер Большого креста на цепи ордена «За заслуги перед Итальянской Республикой» |        |